# Seleção Dominicana de Voleibol Feminino
A Seleção Dominicana Feminina de Voleibol é a seleção nacional feminina de volei de quadra da República Dominicana. É administrada pela Federação Dominicana de Voleibol e representa a República Dominicana nas competições internacionais de vôlei. Tem um estilo de jogo de muita força, baseado em ataque e bloqueio pesados, propiciados pelo seu biotipo privilegiado. A partir do século XXI substituiram as cubanas no posto de principais rivais das brasileiras no vôlei das Américas. Conhecidas como "Rainhas do Caribe".

## Equipe Liga das Nações 2022
| Número | Nome                                | Data de Nascimento     | Altura | Posição      |
| ------ | ----------------------------------- | ---------------------- | ------ | ------------ |
| 2      | Yaneirys Rodriguez Duran            | 26 de junho de 2000    | 1,71   | Líbero       |
| 3      | Esthefany Rabit                     | 18 de janeiro de 2002  | 1,90   | Líbero       |
| 4      | Vielka Michelle Peralta Luna        | 13 de abril de 1999    | 1,86   | Ponta        |
| 5      | Brenda Castillo                     | 05 de junho de 1992    | 1,67   | Líbero       |
| 6      | Camil Immaculada Domingues Martinez | 07 de dezembro de 1991 | 1,76   | Levantadora  |
| 7      | Niverka Marte Frica                 | 19 de outubro de 1990  | 1,78   | Levantadora  |
| 9      | Angelica Maria Hinojosa Diaz        | 10 de janeiro de 1997  | 1,86   | Central      |
| 12     | Yokaty Perez Flores                 | 06 de agosto de 1998   | 1,78   | Líbero       |
| 13     | Massiel Matos Duran                 | 16 de abril de 1998    | 1,88   | Ponta        |
| 15     | Madeline Jazmin Guillen Paredes     | 04 de junho de 2001    | 1,86   | Ponta        |
| 16     | Yonkaira Peña Isabel                | 10 de maio de 1993     | 1,90   | Ponta        |
| 17     | Gina Altagracia Mambru Casilla      | 21 de janeiro de 1986  | 1,82   | Oposta       |
| 18     | Bethania de la Cruz                 | 13 de maio de 1987     | 1,88   | Ponta        |
| 19     | Estafany Arias Perez Candida        |                        |        |              |
| 20     | Brayelin Martinez                   | 11 de setembro de 1996 | 2,01   | Ponta/Oposta |
| 21     | Jineiry Martinez                    | 03 de dezembro de 1997 | 1,92   | Central      |
| 22     | Samaret Jailene Caraballo Arias     | 08 de julho de 1999    | 1,76   | Ponta        |
| 23     | Gaila Gonzalez                      | 25 de junho de 1997    | 1,90   | Oposta       |
| 24     | Geraldine Sthefany Gonzalez         | 18 de abril de 2002    | 2,00   | Central      |
| 25     | Larysmer Martinez Caro              | 18 de outubro de 1996  | 1,74   | Líbero       |